# Avrainvillea ridleyi
Espèce
Avrainvillea ridleyi est une espèce d'algue verte de la famille des Udoteaceae.